# جاك لندن (رجل أعمال)
جاك لندن (بالإنجليزية: J. Phillip "Jack" London)‏ هو شخصية أعمال أمريكي، ولد في 30 أبريل 1937.

## وصلات خارجية
- جاك لندن على موقع إن إن دي بي (الإنجليزية)